# Меррик, Линн
Линн Меррик (англ. Lynn Merrick), имя при рождении Мерилин Ллевеллинг (англ.  Marilyn Llewelling; 19 ноября 1919 года — 25 марта 2007 года) — американская киноактриса, известная по фильмам 1940-х годов.
Среди наиболее заметных фильмов с участием Меррик — «Циклон в Канзасе» (1941), «Ущелье мертвеца» (1943), «Опасные блондинки» (1943), «Самое странное дело Криминального доктора» (1943), «Девять девушек» (1944), «Голос Свистуна» (1945), «Бостонский Блэки задержан по подозрению» (1945), «Бостонский Блэки на волоске от провала» (1946), «С небес на землю» (1947) и «Я люблю трудности» (1948).

## Ранние годы и начало карьеры
Линн Меррик, имя при рождении Мерилин Ллевеллинг, родилась 19 ноября 1921 года в Форт-Уэрте, штат Техас (В некоторых источниках годами её рождения указаны 1919 и 1920)). Перебравшись в Калифорнию, она обучалась актёрскому мастерству, работала моделью и играла в театральных постановках, где на неё обратил внимание один из агентов по поиску талантов.

## Карьера в кинематографе
В 1940 году Меррик дебютировала в нескольких фильмах Warner Bros и RKO Pictures в небольших ролях, часто без указания в титрах. В титрах нескольких первых фильмов её имя было указано как Мерилин Меррик (англ.  Marilyn Merrick). На Warner Bros она появилась в эпизодических ролях в таких фильмах как «Пока мы не встретимся снова» (1940) и «Ангелы полёта» (1940), а затем с практически тем же составом актёров сыграла одну из главных ролей в комедийной короткометражке «Устраивая вечеринку» (1941). Сюжет фильма напоминал историю из «Пигмаллиона», где знаменитая хозяйка (Эльза Максвелл) заключает пари, что сможет выдать неизвестную девушку (Меррик) за принцессу в высшем обществе. Затем на студии RKO Меррик сыграла в мелодраме «Доктор Кристиан знакомится с женщинами» (1940) о докторе-шарлатане, который обещает женщинам очень быстрое похудение, а на студии Universal исполнила главную женскую роль в вестерне с Джонни Мэком Брауном «Регтайм-ковбой Джо» (1940).

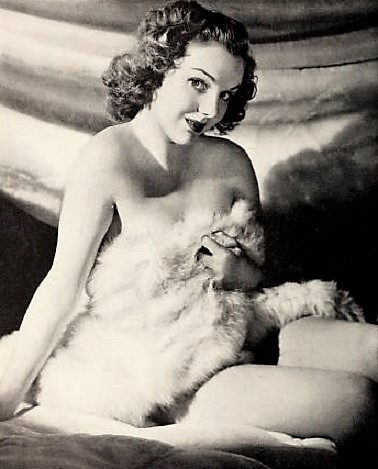
Линн Меррик. Фото из журнала Cine Mundial (1940)

В марте 1941 года кинокомпания Republic Pictures подписала с Меррик контракт, сменила ей имя Линн Меррик, после чего 21-летняя актриса сыграла в 22 фильмах студии вплоть до истечения контракта в марте 1943 года.
В 1941 году она снялась в вестерне студии «Шериф с двумя пистолетами» (1940) с Доном «Редом» Барри в главной роли. После этой картины Меррик за два года сыграла ещё в 15 вестернах с участием Барри, среди них «Преступники Пайн-Ридж» (1942), «Дни старого Шайенна» (1943) и «Ущелье мертвеца» (1943). Как вспоминает исследователь жанра вестерн Боуд Мэджерс, «она была очень хорошо известна и популярна в то время. Она не была выдающейся актрисой, но она была достаточно хороша, и этого вполне хватало для вестернов категории В». Как отметил историк кино Рональд Берган, «пик карьеры Меррик пришёлся на годы, когда она играла главную роль вечно возлюбленной Дона „Реда“ Барри в 16 вестернах категории В, которые были сделаны на протяжении трёх лет. Хотя названия фильмов, может быть, слегка и различались, однако сюжеты жёстко придерживались шаблона. Малюсенький Барри обладал агрессивной натурой и огромным самолюбием, чем отчуждал от себя многих актёров и творческие группы. Только Меррик и Джордж Шерман, который поставил большинство вестернов этой пары, оставались ему верными». Последним совместным фильмом Меррик и Барри был «Беглец из Соноры» (1943), где Барри сыграл двойную роль хорошего и плохого брата.
В 1943 году Меррик подписала контракт с Columbia Pictures, где в том же году сыграла в криминальной комедии «Опасные блондинки» (1943), детективе «Убийства на Таймс-сквер» (1943) и криминальной мелодраме «Самое странное дело Криминального доктора» (1943). В 1944 году она сыграла в паре с Бобом Кросби, братом Бинга Кросби, в музыкальной комедии «Знакомьтесь с мисс Бобби Сокс» (1944), а также в комедии «Парень, девушка и приятель» (1945). По мнению Эриксона, лучшей работой Меррик в кино стала роль претенциозной театральной студентки Ив Шерон в живом комедийном детективе «Девять девушек» (1944). Ещё год спустя она сыграла главные роли в музыкальной комедии «Блондинка из Бруклина» (1945) и в криминальной мелодраме с Ричардом Диксом «Голос Свистуна» (1945).
По мнению Бергана, «одними из лучших актёрских работ актрисы стали образы роковых женщин в двух детективных фильмах из серии о Бостонском Блэки (его роль исполняет Честер Моррис), медвежатнике, ставшем детективом» — «Бостонский Блэки задержан по подозрению» (1945) и «Бостонский Блэки на волоске от провала» (1946).
В 1947 году Меррик снялась на студии Columbia в фильме нуар «Я люблю трудности», который вышел на экраны только в 1948 году. В этом фильме, где расследование ведёт частный детектив Стюарт Бэйли (в исполнении Франшо Тоун), по словам киноведа Тони Д’Амбры, «в ролях хороших-плохих девушек снялись Джанет Блэр, Дженис Картер, Адель Джергенс, Линн Меррик и Клэр Карлтон. Все они восхитительно здоровы и энергичны, и при этом у каждой из них столько шарма и двусмысленности, что хватило был на нескольких Марлоу».
Это была последняя голливудская картина Меррик, после чего она немного поработала в кино и телевидении в Европе, и поиграла в летних театрах в США. Последний раз Меррик появилась на экране в снимавшемся в Дании независимом датско-американском шпионском триллере «Побег от ужаса» (1955), где продюсером, режиссёром и исполнителем главной роли был Джеки Куган. Фильм остался практически незамеченным. После съёмок в этом фильме Меррик окончательно ушла из кино.

## Актёрское амплуа и оценка творчества
Белокурая, голубоглазая Линн Меррик в период с 1940 по 1947 год сыграла в 46 фильмах. В 1941—1943 годах она была контрактной актрисой студии Republic Pictures, где сыграла главные женские роли в 16 вестернах с участием Дона «Реда» Барри.
В 1943 году Меррик заключила контракт с кинокомпанией Columbia Pictures, где на протяжении следующих трёх лет сыграла в 17 фильмах, в большинстве случаев играя либо главную, либо вторую главную роль. Главным образом она снималась в детективах и лёгких комедиях, среди её работ этого периода — роли в фильмах популярных киносериалов студии Columbia про Свистуна с Ричардом Диксом, про Бостонского Блэки с Честером Моррисом, а также про криминального врача с Уорнером Бакстером. Однако, как отметил Берган, Меррик «на протяжении всей карьеры была связана с фильмами категории В», и так и «не смогла стать звездой высшей лиги».

## Семейная жизнь
Меррик была замужем дважды. В 1945 году она вышла замуж за подросткового кумира, актёра Конрада Найджела, но в 1948 году они развелись. Меррик утверждала, что из-за Найджела она чувствовала себя «гостьей в собственном доме» и что он запрещал ей выходить из дома даже за покупками. К моменту развода Меррик уже познакомилась с продюсером Робертом Гоелетом-младшим, сыном богатейшего землевладельца Нью-Йорка и итальянской герцогини. После их свадьбы в 1949 году мать лишила сына наследства. Их брак был проблемным, в частности, в 1950 году Меррик была срочно доставлена в Медицинский центр Калифорнийского университета в Лос-Анджелесе в связи с передозировкой снотворного. Согласно газетам, передозировка стала «кульминацией ссоры с мужем, богатым Робертом Гоелетом». В конце концов, в 1956 году брак закончился разводом. Детей у Меррик не было.

## Последующая карьера и личная жизнь
С 1967 по 1974 год Меррик работала в индустрии мод в Нью-Йорке и была региональным директором Школы моделей и актёрского мастерства «Барбизон». Позднее она занималась продажами в универмагах Калифорнии и Флориды.
Выйдя на пенсию, Меррик поселилась в многоквартирном жилом доме для престарелых, где многие годы скрывала свою актёрскую биографию, сложив свои старые рекламные фотографии и газетные вырезки в чемодан под кроватью. Однако за несколько лет до смерти Меррик стала более открыта. По словам её племянника, она стала охотно подписывать и раздавать свои фотографии всем желающим.

## Смерть
Линн Меррик умерла 25 марта 2007 года в возрасте 85 лет после продолжительной болезни в своём доме в Уэст-Палм-Бич, Флорида.

## Фильмография
| Год  |   | Русское название                          | Оригинальное название              | Роль                                                                |
| ---- | - | ----------------------------------------- | ---------------------------------- | ------------------------------------------------------------------- |
| 1940 | ф | Полёт ангелов                             | Flight Angels                      | Мерилин (в титрах указана как Мерилин Меррик)                       |
| 1940 | ф | Доктор Кристиан знакомится с женщинами    | Dr. Christian Meets the Women      | Кити Браунинг (в титрах указана как Мерилин Меррик)                 |
| 1940 | ф | Регтайм-ковбой Джо                        | Ragtime Cowboy Joe                 | Мэри Крисс (в титрах указана как Мерилин Меррик)                    |
| 1940 | ф | Когда мы встретимся снова                 | 'Til We Meet Again                 | дочь суетливой женщины (в титрах не указана)                        |
| 1941 | ф | Устраивая вечеринку                       | Throwing a Party                   | принцесса Рика / Линда Хобсон (в титрах указана как Мерилин Меррик) |
| 1941 | ф | Шериф с двумя пистолетами                 | Two Gun Sheriff                    | Рут Нортон                                                          |
| 1941 | ф | Сис Хопкинс                               | Sis Hopkins                        | Филлис                                                              |
| 1941 | ф | Бандит пустыни                            | Desert Bandit                      | Сью Мартин                                                          |
| 1941 | ф | Циклон в Канзасе                          | Kansas Cyclone                     | Марта Кинг                                                          |
| 1941 | ф | Парень апачей                             | The Apache Kid                     | Барбара Тейлор                                                      |
| 1941 | ф | Разбойники долины смерти                  | Death Valley Outlaws               | Кэролин Джонсон                                                     |
| 1941 | ф | Разбойник из Миссури                      | A Missouri Outlaw                  | Вирджиния Рэндолл                                                   |
| 1941 | ф | Ураган Смит                               | Hurricane Smith                    | блондинка (в титрах не указана)                                     |
| 1941 | ф | Эскапады на льду                          | Ice-Capades                        | девушка на прослушивании (в титрах не указана)                      |
| 1942 | ф | Ужасы Аризоны                             | Arizona Terrors                    | Лила Адамс                                                          |
| 1942 | ф | Дилижанс-экспресс                         | Stagecoach Express                 | Эллен Бристол                                                       |
| 1942 | ф | Джесси Джеймс-младший                     | Jesse James, Jr.                   | Джоан Перри                                                         |
| 1942 | ф | Парень циклона                            | The Cyclone Kid                    | Мэри Филлипс                                                        |
| 1942 | ф | Парень с сомбреро                         | The Sombrero Kid                   | Дороти Расселл                                                      |
| 1942 | ф | Молодёжь на параде                        | Youth on Parade                    | Эмми Лу Пайпер                                                      |
| 1942 | ф | Разбойники Пайн-Ридж                      | Outlaws of Pine Ridge              | Энн Холлситер                                                       |
| 1943 | ф | Горный ритм                               | Mountain Rhythm                    | Линда Уивер                                                         |
| 1943 | ф | Ущелье мертвеца                           | Dead Man's Gulch                   | Мэри Логан                                                          |
| 1943 | ф | Циклон в Карсон-Сити                      | Carson City Cyclone                | Линда Уэйд                                                          |
| 1943 | ф | Беглец из Сороны                          | Fugitive from Sonora               | Дикси Мартин                                                        |
| 1943 | ф | Опасные блондинки                         | Dangerous Blondes                  | Мэй Рэлстон                                                         |
| 1943 | ф | Пехотинцы в Ирландии                      | Doughboys in Ireland               | Глория Голд                                                         |
| 1943 | ф | Все счастливы?                            | Is Everybody Happy?                | Энн                                                                 |
| 1943 | ф | Самое странное дело Криминального доктора | The Crime Doctor's Strangest Case  | Эллен Троттер                                                       |
| 1943 | ф | Раскачай блюз                             | Swing Out the Blues                | Пенелопа Карстейрс                                                  |
| 1943 | ф | Убийство на Таймс-сквер                   | Murder in Times Square             | медсестра (в титрах не указана)                                     |
| 1944 | ф | Девять девушек                            | Nine Girls                         | Ив Шерон                                                            |
| 1944 | ф | Звёзды на параде                          | Stars on Parade                    | Дороти Дин                                                          |
| 1944 | ф | Познакомьтесь с мисс Бобби Сокс           | Meet Miss Bobby Socks              | Хелен Тайлер                                                        |
| 1944 | ф | Парень, девушка и приятель                | A Guy, a Gal and a Pal             | Хелен Картер                                                        |
| 1945 | ф | Бостонский Блэки задержан по подозрению   | Boston Blackie Booked on Suspicion | Констанс Глория Мэннард                                             |
| 1945 | ф | Блондинка из Бруклина                     | Blonde from Brooklyn               | Сьюзен Паркер, она же Сузанна Беллуитерс                            |
| 1945 | ф | Голос Свистуна                            | Voice of the Whistler              | Джоан Мартин Синклер                                                |
| 1946 | ф | Бостонский Блэки на волоске от провала    | A Close Call for Boston Blackie    | Джеральдин «Джерри» Пейтон                                          |
| 1946 | ф | Опасный бизнес                            | Dangerous Business                 | Лизбет Эллсворт                                                     |
| 1947 | ф | С небес на землю                          | Down to Earth                      | муза (в титрах не указана)                                          |
| 1948 | ф | Я люблю трудности                         | I Love Trouble                     | миссис Джонстон                                                     |
| 1955 | ф | Побег в Данию                             | Flugten til Danmark                | Ли Брукс                                                            |